# Ministère des Transports (Italie)
Pour les autres articles nationaux ou selon les autres juridictions, voir Ministère des Transports.
Le ministère des Transports était le département ministériel du gouvernement italien chargé des transports sur les réseaux routiers, autoroutiers, ferroviaires et aéroportuaires.
Le ministère a été supprimé par la réforme Bassanini en vertu du décret législatif n° 300 du 30 juillet 1999, qui est entré en vigueur en 2001. Actuellement, ses fonctions sont assurées par le Ministère des Infrastructures et des Transports.